# ایر ترنست

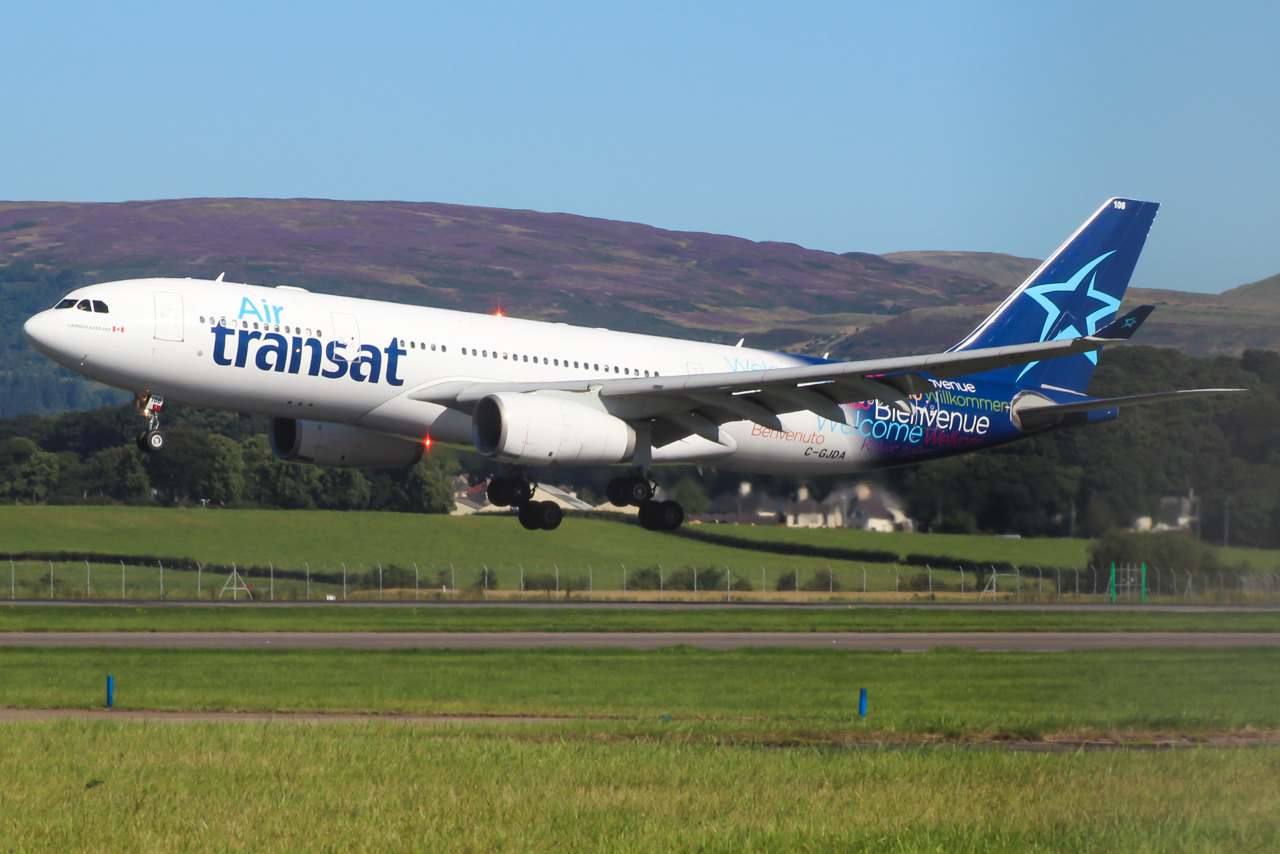
ایرباس330 ایرترنست

ایر ترنست (به انگلیسی: Air Transat) یک شرکت هواپیمایی با کد یاتا TS است که در ۱ دسامبر ۱۹۸۶ میلادی تأسیس شده و در نوامبر ۱۴ ۱۹۸۷ فعالیتش را آغاز کرده‌است. دفتر مرکزی ایر ترنست در مونترآل، استان کبک، کانادا واقع شده‌است و به ۸۲ مقصد، پرواز انجام می‌دهد.
| مدل              | تعداد | سفارش ها | توضیحات                    |
| ---------------- | ----- | -------- | -------------------------- |
| ایرباس310        | 3     | -        | بزودی بازنشسته می شوند     |
| ایرباس321        | 3     | -        |                            |
| ایرباس321 ال ار  | 7     | 10       | جایگزین ایرباس310 خواهد شد |
| ایرباس200-330    | 15    | -        |                            |
| بویینگ800-737    | 1     | -        |                            |
| ایرباس330 سری200 | 1     | -        |                            |
| بویینک700-737    | 7     | -        |                            |
| جمع              | 37    | 10       |                            |